# تليف صدري
التليف الصدري حالة طبية تتميز بتندب شديد (تليف) واندماج طبقات التجويف الجنبي المحيط بالرئتين ما يؤدي إلى ضعف حركة الرئة والقفص الصدري. العرض الرئيسي لتليف الصدر هو ضيق النفس. قد يحدث أيضًا تجمع السوائل حول الرئتين. يعتبر التليف الصدري أحد مضاعفات العديد من الأمراض، بما في ذلك عدوى التجويف الجنبي التي تعرف باسم الدبيلة أو النزيف في التجويف الجنبي الذي يعرف باسم تدمي الصدر.
قد ينتج التليف في غشاء الجنب عمدًا باستخدام تقنية تسمى الالتصاق الجنبي لمنع تكرار انثقاب الرئة (استرواح الصدر)، ونادرًا ما يكون التليف المحدود الناتج شديدًا بما يكفي ليؤدي إلى التليف الصدري. غالبًا ما تشخص الحالة باستخدام الأشعة السينية أو التصوير المقطعي المحوسب، ويكشف هذا الأخير الحالات الخفيفة بسهولة. غالبًا ما يُعالج التليف الصدري معالجة تحفظية بالانتظار اليقظ ولكنه قد يتطلب جراحة. عادةً ما يكون الإنذار جيدًا طالما لا يوجد تليف رئوي كامن أو مضاعفات بعد الجراحة. يعتبر هذا المرض نادرًا للغاية.

## العلامات والأعراض

### العلامات
يعتبر ضعف حركة القفص الصدري أثناء التنفس، وانخفاض أصوات التنفس في الجانب (الجوانب) المصابة، والشعور بالضيق عند الضغط على الصدر من العلامات الشائعة التي لوحظت أثناء فحص مرضى التليف الصدري. يمكن ملاحظة ألم حاد في الصدر عند أخذ نفس عميق أو سعال في بعض الحالات. يمكن أن تؤدي الحالات الشديدة من التليف الصدري إلى فشل الجهاز التنفسي بسبب عدم كفاية التهوية وارتفاع مستويات ثنائي أكسيد الكربون في مجرى الدم.

### الأعراض
تسبب الحالة أعراضًا فقط في حالة إصابة غشاء الجنب. رغم أن التليف الصدري قد لا يسبب أي أعراض، قد يبلغ المصابون بهذا الاضطراب عن ضيق النفس. يعد الانصباب الجنبي المستمر والمتكرر عرضًا محتملًا، وهو ناتج عن الفراغ الذي يتكون جراء تصلب غشاء الجنب حول تجمعات السوائل الأصلية. يتطور ضيق النفس تدريجيًا وقد يتفاقم بمرور الوقت. في حالات أقل شيوعًا، قد يسبب التليف الصدري الشعور بعدم الراحة في الصدر أو السعال الجاف. قد يحدث التليف الصدري كمضاعفات لأمراض أخرى. تظهر أعراض المرض الكامن أحيانًا، مثل الحمى في حالات الدبيلة.

## الأسباب
غالبًا ما يكون التليف الصدري من مضاعفات أمراض أخرى تسبب التهاب غشاء الجنب. وتشمل هذه الالتهابات مثل الدبيلة أو السل، أو النزيف داخل التجويف الجنبي المعروف باسم تدمي الصدر. يمكن أن يسبب التعرض لمواد معينة، مثل الأسبست، تليف الرئتين المعمم، والذي قد يمتد ليشمل غشاء الجنب ويؤدي إلى التليف الصدري. تشمل الأسباب الأقل شيوعًا لحدوث التليف الصدري الأمراض الوعائية الكولاجينية مثل الذئبة الحمامية الشاملة والغرناوية (الساركويد) والتهاب المفاصل الروماتويدي؛ والفشل الكلوي الذي يؤدي إلى يوريمية؛ والآثار الجانبية لبعض الأدوية. تشمل الأدوية الشائعة المرتبطة بالتليف الجنبي أشباه قلويدات الإرغوت مثل بروموكريبتين، وبيرغوليد، وميثيسيرجيد. قد يحدث التليف الصدري أيضًا بدون سبب كامن واضح، وفي هذه الحالة، يُعرف باسم التليف الصدري مجهول السبب.
يمكن استخدام تقنية تسمى الالتصاق الجنبي لتشكيل نسيج ندبي داخل الحيز الجنبي، عادةً كعلاج للنوبات المتكررة من انثقاب الرئة، والمعروفة باسم استرواح الصدر، أو للانصباب الجنبي الناجم عن السرطان. رغم أن هذا الإجراء يولد عادةً تندبًا محدودًا فقط، قد يتطور في حالات نادرة إلى التليف الصدري.

## علم الأوبئة
نادرًا ما يُبلغ عن حالات متفرقة، مثلًا، بسبب مضاعفات علاجية المنشأ أو تالية للجراحة. يعتبر التليف الصدري نادرًا في البلدان المتقدمة، ويرجع ذلك أساسًا إلى انخفاض معدل الإصابة بمرض السل. تكون الحالة أكثر شيوعًا بين العمال المعرضين للأسبست، إذ يصاب نحو 5-13.5% من هؤلاء لاحقًا بدرجة معينة من التليف الجنبي، والذي، في بعض الحالات، لا يُشخص إلا بعد عقود من التعرض الأولي.

## معرض صور

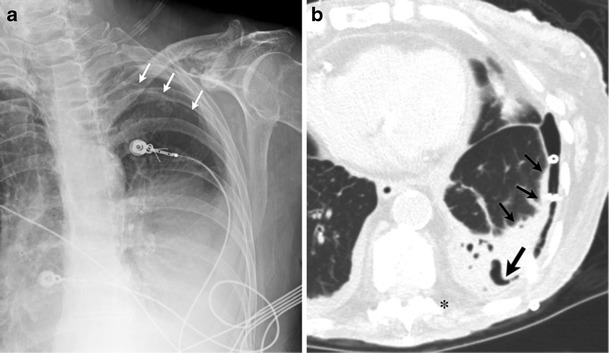
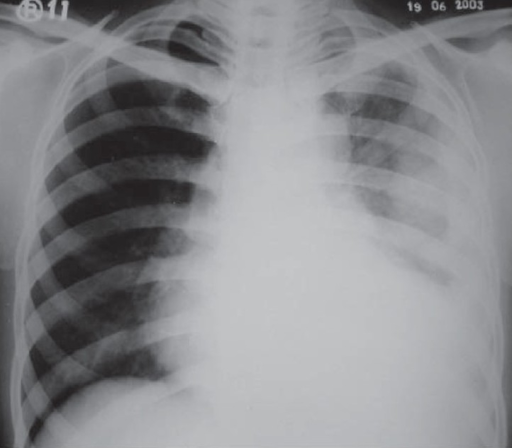
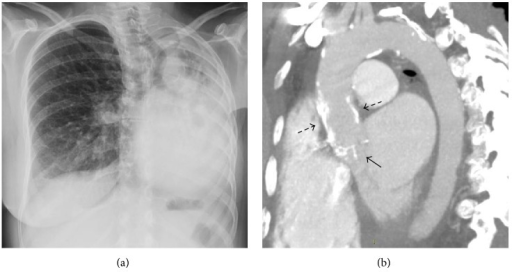
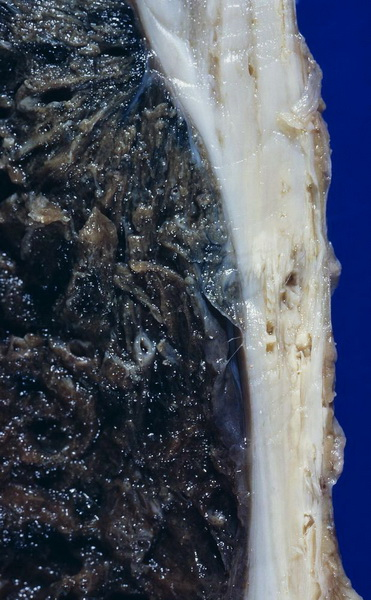